# Svendborger Gedichte

Titelgedicht Svendborger Gedichte

Svendborger Gedichte ist eine Gedichtsammlung des deutschen Dichters und Dramatikers Bertolt Brecht. Die Sammlung ist nach dem Ort Svendborg auf Fünen benannt, in dem Brecht sich während seines Exils in Dänemark aufhielt. Während dieser Zeit hat sich Hanns Eisler mehrfach dort aufgehalten, um gemeinsam mit Brecht einen großen Teil der Gedichte zu vertonen.

## Entstehung
Die erste große Gedichtsammlung, die Brecht im Exil schrieb, war Lieder Gedichte Chöre. Es folgten die Svendborger Gedichte im Jahre 1939. Dieser Zusammenstellung gehen ältere Editionen voraus, und einzelne Gedichte folgen nach, so dass man von einem Entstehungszeitraum 1926 bis 1938 ausgehen kann. Der Titel lautete zunächst Gedichte im Exil, Brecht drängte seinen Verleger Wieland Herzfelde nach der großen Aufmerksamkeit, die seine Pariser Aufführung von Furcht und Elend des Dritten Reiches im Mai 1938 erfahren hatte, beide Werke zusammen zu publizieren. Er schrieb im Mai 1938: „Du kannst mir jetzt die entscheidende Position verschaffen, die ich in der Emigrantenliteratur bisher nicht habe. Und Du kannst gleichzeitig den Verlag [Malik] zum dominierenden machen.“ Im Zuge der Ereignisse um das Münchner Abkommen musste Herzfelde aus Prag fliehen; der fertiggestellte Satz der Svendborger Gedichte ging verloren. Mitte 1939 erschien die Sammlung dann unter Verwendung der Prager Fahnen in Kopenhagen und mit maßgeblicher Unterstützung durch Ruth Berlau.
Es sind nur zwei Exemplare des sog. „Prager Satzes“ bekannt, eines davon befindet sich im Brecht-Archiv, Berlin, das andere Exemplar wurde 2011 durch das Rote Antiquariat, Berlin, in New York entdeckt und an eine bedeutende Privatsammlung vermittelt.

## Inhalt
Die Sammlung ist in sechs Abschnitte (fiktive Abschnittsüberschriften in Klammern gesetzt) gegliedert und enthält folgende Gedichte:
I Deutsche Kriegsfibel

Bei den Hochgestellten; Das Brot der Hungernden ist aufgegessen; Der Anstreicher spricht von kommenden großen Zeiten; Im Kalender ist der Tag noch nicht verzeichnet; Die Arbeiter schreien nach Brot; Die das Fleisch wegnehmen vom Tisch; Die Oberen sagen: Frieden und Krieg; Wenn der Anstreicher durch die Lautsprecher über den Frieden redet; Wenn die Oberen vom Frieden reden; Die Oberen; Mann mit der zerschlissenen Jacke; Auf der Mauer stand mit Kreide; Die Oberen sagen; Der Krieg, der kommen wird; Die Oberen sagen, im Heer; Wenn es zum Marschieren kommt, wissen viele nicht; General, dein Tank ist ein starker Wagen; Wenn der Krieg beginnt; Der Anstreicher wird sagen, daß irgendwo Länder erobert sind; Wenn der Trommler seinen Krieg beginnt.
II [Motto: „In den finsteren Zeiten…“]

Deutsches Lied; Ballade von der Judenhure Marie Sanders; Ballade von den Osseger Witwen; Lied der Starenschwärme; Ulm 1592; Vom Kind, das sich nicht waschen wollte; Kleines Bettellied; Der Pflaumenbaum; Mein Bruder war ein Flieger; Der Gottseibeiuns; Keiner oder alle; Lied gegen den Krieg; Einheitsfrontlied; Resolution
III Chroniken

Fragen eines lesenden Arbeiters; Legende von der Entstehung des Buches Taoteking auf dem Weg des Laotse in die Emigration; Besuch bei den verbannten Dichtern; Gleichnis des Budda vom brennenden Haus; Die Teppichweber von Kujan-Bulak ehren Lenin; Die unbesiegliche Inschrift; Kohlen für
Mike; Abbau des Schiffes Oskawa..; Inbesitznahme der großen Metro..; Schnelligkeit des sozialistischen Aufbaus; Der große Mai
IV

An den Schwankenden; An die Gleichgeschalteten; Auf den Tod eines Kämpfers für den Frieden; Rat an die bildenden Künstler..; Ansprache des Bauern an seinen Ochsen; Bei der Geburt eines Sohnes; Rede eines Arbeiters an einen Arzt; Appell; Verhöhnung des Soldaten der Revolution; Kantate zu Lenins Todestag; Lob des Revolutionärs; Grabschrift für Gorki
V Deutsche Satiren

Die Bücherverbrennung; Traum von einer großen Miesmacherin; Der Dienstzug; Schwierigkeit des Regierens; Notwendigkeit der Propaganda; Die Verbesserungen des Regimes; Die Ängste des Regimes; Kanonen nötiger als Butter; Die Jugend und das Dritte Reich; Der Krieg soll gut vorbereitet sein; Die Liebe zum Führer; Was der Führer nicht weiß; Wörter, die der Führer nicht hören kann; Die Sorgen des Kanzlers; Trost vom Kanzler; Der Jude, ein Unglück für das Volk; Die Regierung als Künstler; Dauer des Dritten Reiches; Verbot der Theaterkritik
VI [Motto: „Du der du sitzend im Buge des Bootes…“]

Über die Bezeichnung Emigranten; Gedanken über die Dauer des Exils; Zufluchtstätte; Und in eurem Land?; Verjagt mit gutem Grund; An die Nachgeborenen